# Zámolyi-medence
A Zámolyi-medence  a Vértes hegység délkeleti lejtői és a Velencei-hegység északnyugati lejtői között elhelyezkedő sík terület, a Vértes peremvidékének központi része. Területe 75 km2, a Vértes–Velencei-hegyvidék földrajzi kistája.

## Kialakulása
A Zámolyi-medence északkelet-délnyugat irányú, 12 ezer éve kialakult süllyedékterület. Régen a medencét tó töltötte ki, amit a Vértesből eredő patakok tápláltak. A medence vizét a Császár-víz vezette le, az üledékek a mélyedést lassan feltöltötték, helyén tavi és folyóvízi üledékekből álló, hordalékkúpos medencefelszínt hagyva.
Nagytó-rét, Csukató-rét, Csíkvarsai-rét elnevezés őrzi a tavak nevét.  Az északi peremét a Vértesből származó durvább törmelékkúpok határolják. A vízgyűjtő terület vize a Zámolyi (272 ha) és Pátkai (312 ha) víztározókon és a Császár-vízen keresztül a Velencei-tóba kerül.

## Éghajlata
Éghajlata szubmediterrán, mérsékelten hűvös és mérsékelten száraz. Leggyakoribb az északnyugati szél, de jellemző az északkelet és a délkeleti irányú is.

## Löszpuszták
A löszpuszták talaja, a csernozjom kiváló minőségű, ezért mára szinte mindenhol művelés alá vették, az eredeti növényzet maradványai csak a szántóföldnek alkalmatlan helyeken maradtak meg.

### Élővilág
Gyakori a pázsitfűfélék közül  a kunkorgó árvalányhaj (Stippa capillata), fenyérfű (Bothriochloa ischaemum), sovány csenkesz (Festuca pseudovina).
Előforduló növényfajok: tavaszi hérics (Adonis vernalis), törpemandula (Amygdalus nana), vetővirág (Sternbergia colchiciflora), macskahere (Phlomis tuberosa), szalmagyopár (Helichrysum arenarium).
A legfontosabb pusztai állat az ürge (Citellus citellus), mivel ez képezi a környező erdőkben fészkelő fokozottan védett kerecsensólyom (Falco cherrug) és parlagi sas (Aquila heliaca) zsákmányát. Néhány évtizede még nyugati földikutya (Spalax leucodon) és túzok (Otis tarda), valamint ugartyúk (Burhinus oedicnemus) is élt ezeken a területeken. Az itt-ott megtalálható fasorokban, bokrosokban él a búbos banka (Upupa epops) és a szalakóta (Coracias garrulus). A löszfalak, árokpartok viszonylag gyakori madara a gyurgyalag (Merops apiaster). A gerinctelenek érdekes képviselői itt az imádkozó sáska (Mantis religiosa) és a pokoli cselőpók (Lycosa vultuosa).

### Láprétek
Ahol sikerül a vízpótlást megoldani, ilyen például a csákvári  csíkvarsai láprét, újra elszaporodtak a kipusztulással fenyegetett fajok: lápi nyúlfarkfű (Sesleria uliginosa), mocsári kosbor (Orchis laxiflora ssp. Palustris), pókbangó (Ophrys spegoides). A kiszáradó láprétek és mocsárrétek jellegzetes növényei még a poloskaszagú kosbor (Orchis coriophora), vitéz kosbor (Orchis militaris), hússzínű ujjaskosbor (Dactylorhiza incarnata), korcs nőszirom (Iris spuria), mocsári nőszirom (Iris pseudacorus), széleslevelű gyapjúsás (Eriophorum latifolium) és keskenylevelű gyapjúsás (Eriophorum angustifolium), nagyon ritka a vidrafű (Menyanthes trifoliata). A korábbi vízelvezetések hatására az elszikesedett területeken  tömeges a sziki őszirózsa (Aster tripolium ssp. pannonicum).
Partimadarak: piroslábú cankó (Tringa totanus), bíbic (Vanellus vanellus), nagy goda (Limosa limosa), nagy póling (Numenius arquata), sárszalonka (Gallinago gallinago). Az  élőhelyrekonstrukciós munkák következtében  bővült a faj és egyedszám. Ismét előfordulnak a sirályok dankasirály (Larus ridibundus), szerkők (Chlydonias), récék (Anas sp.), a vöcskök: kis vöcsök (Podiceps ruficollis), feketenyakú vöcsök (Podiceps nigricollis) is. A ragadozómadark: a barna rétihéja (Circus aeruginosus), hamvas rétihéja (Circus. pygargus), kabasólyom (Falco subbuteo) költ itt.
Kétéltűek: kecskebéka (Rana esculenta), kacagóbéka (Rana ridibunda), kis tavibéka (Rana laesone), zöld levelibéka (Hyla arborea) és a vöröshasú unka (Bombina bombina), pettyes- és tarajos gőte (Triturus vulgaris és Triturus cristatus)
Hüllők: mocsári teknős (Emyx orbycularis) és a vízisikló (Natrix natrix).

### Természetvédelmi területek
A Zámolyi-medence Természetvédelmi Terület kiterjedése 697 hektár. A védetté nyilvánítás célja a Zámolyi-medencében elhelyezkedő víztározó és környékének természetvédelmi oltalom alá helyezése. A medence a Vértesi Tájvédelmi Körzethez tartozó Csíkvarsai-réttel együtt az európai madárélőhelyek listáján szerepel.
A terület fontos természeti érték elsősorban, mint a vonuló madarak táplálkozó és pihenő helye .  A Vértes hegység és a Velencei-tó közötti "ökológiai zöldfolyosó" része.

## Főbb települései
- Csákvár
- Pátka
- Zámoly

## Néprajza
A helybeli lelkész akaratától függött a lakodalom napja, így az 1920-as évekig jobbára csütörtökön, ritkábban kedden tartották a lakodalmakat.
Jelentős a fazekassága:a  csákvári fazekas főcéh alá tartozott az egész Vértes vidék valamennyi fazekasmestere, akik Száron, Válon,  Lovasberényben, Zámolyon, Gánton, Móron, Magyaralmáson, Bodajkon, Csókakőn, és Pusztavámon dolgoztak.